# Brzuchata

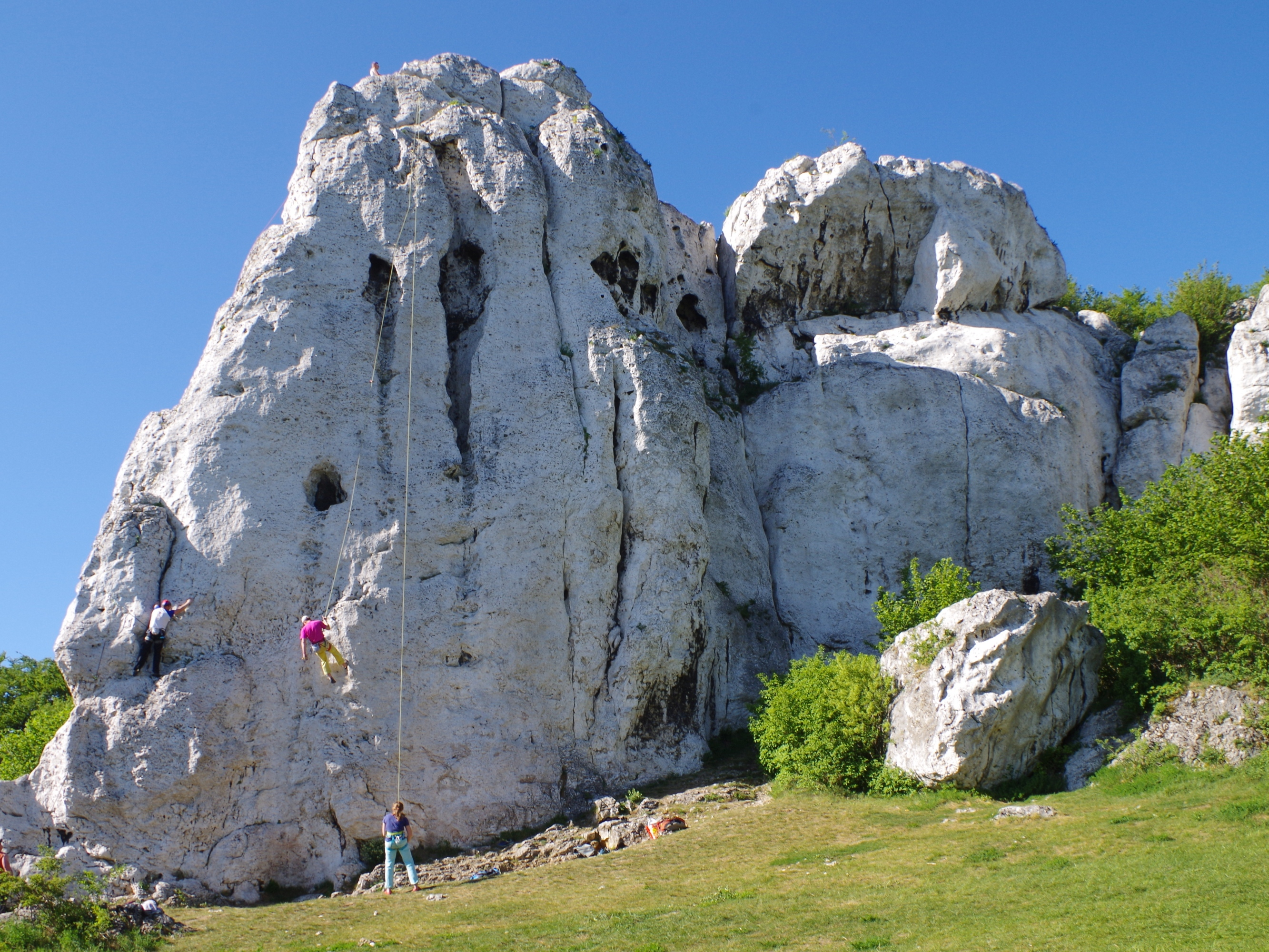
Turnia Lechwora i Brzuchata (po prawej stronie)

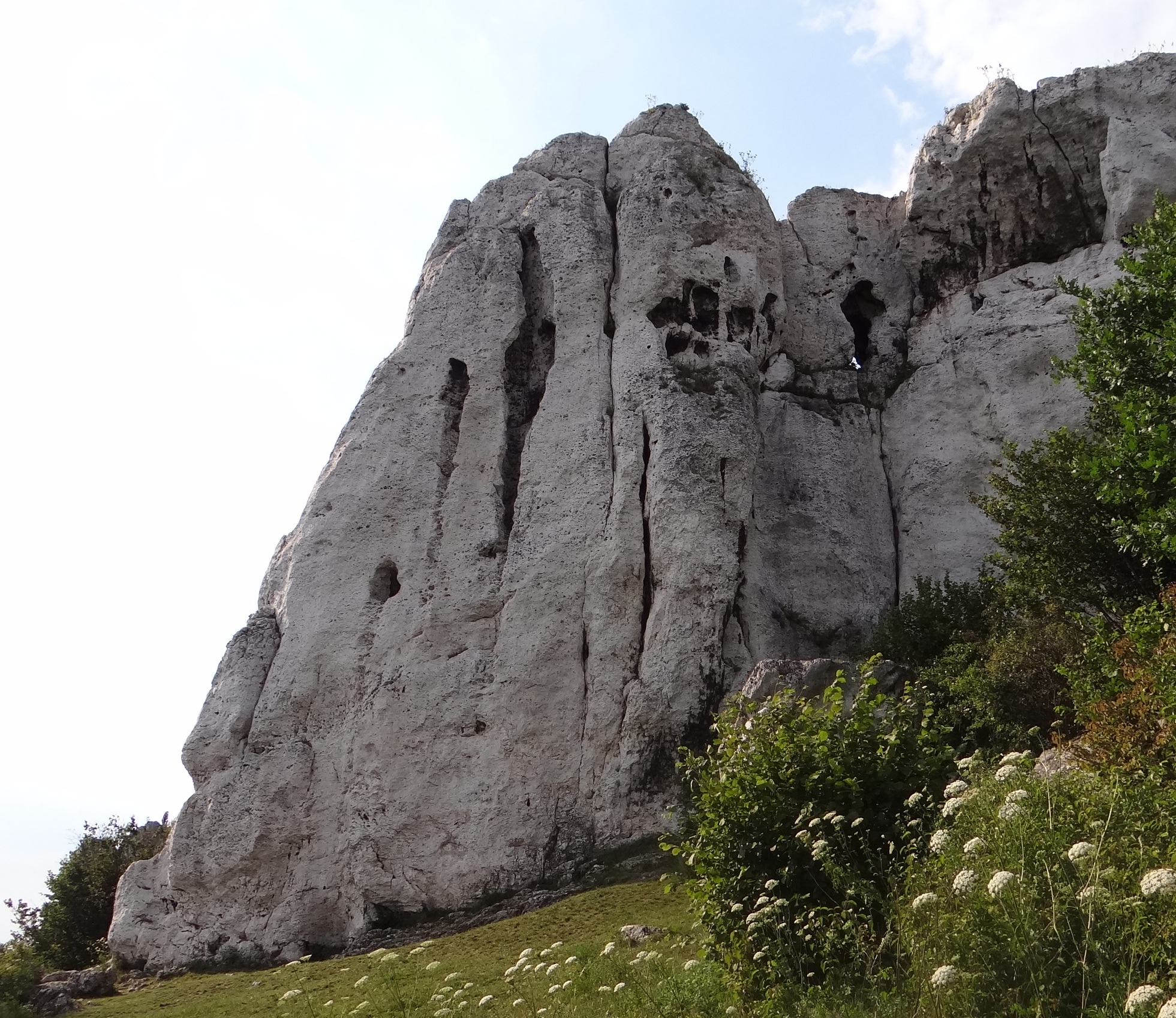

Brzuchata – skała na Wyżynie Częstochowskiej w miejscowości Rzędkowice w województwie śląskim, w powiecie zawierciańskim, w gminie Włodowice. Jest jedną ze Skał Rzędkowickich. Znajduje się na terenie otwartym, pomiędzy skałami Turnia Lechwora i Turnią Kursantów i jest z nimi złączona.
Zbudowana jest z wapieni i ma wysokość 24 m. Jest połoga, pionowa lub przewieszona i znajdują się w niej takie formacje skalne jak: rysy, komin, nyża i wielki okap.

## Drogi wspinaczkowe
Przez wspinaczy skalnych opisywana jest razem z Turnią Lechworową jako Turnia Lechwora, Brzuchata Turnia I, Brzuchata Turnia II, Brzuchata Turnia III. Ściany wspinaczkowe o wystawie północno-wschodniej, wschodniej, południowo-wschodniej i południowej. Na Brzuchatej wspinacze poprowadzili 22 drogi wspinaczkowe o trudności od V do VI.5 w skali Kurtyki i długości 7–24 m. Na większości dróg zamontowano stałe punkty asekuracyjne: ringi (r) i stanowiska zjazdowe (st) lub ringi zjazdowe (rz).

Brzuchata Turnia
1. Rysa Momatiuka; VI, 22 m
2. Moje fałdy tłuszczu; 5r + st, VI.2, 14 m
3. Myśliwi z Jurgowa; 5r + st, VI.2+, 15 m
4. Strzelcy podhalańscy; 5r + st, VI.3+, 15 m
5. Starsi panowie dwaj; 3r + rz, VI.4, 7 m
6. Eldorado; 3r + rz, VI.5+, 8 m
7. Łabędzi śpiew; VI.2+, 8 m
8. Dupa biskupa; 4r + st, VI.5, 15 m
9. Pała kardynała; 5r + st, VI.5, 16 m
10. Powrót Henia; 5r + st, VI.3+, 17 m
11. Prostowanie Henia; 9r + st, VI.3+/4, 22 m
12. Tupot Henia; 9r + st, VI.2+, 22 m
13. Rysa Kukuczki; st, VI.1, 24 m[3].

Brzuchata Turnia II
1. Przez różę; IV, 16 m
2. Sztuka obłapiania; 5r + st, VI.1+/2, 16 m
3. Sztuka kochania; 5r + st, VI.1+, 16 m[3].
4. Lewy kominek; III, 12 m

Brzuchata Turnia III
1. Wiara; 4r + st, VI+, 12 m
2. Nadzieja; 4r + st, VI.1+, 12 m
3. Prawy kominek; III, 8 m
4. Miłość; 2r + st, V+, 8 m
5. Pod drzewkiem; 2r + st, 8 m[3].